# Dietrich Böhler
Dietrich Böhler (* 5. Januar 1942 in Berlin-Karlshorst) ist ein deutscher Philosoph und Vertreter der „Berliner Diskurspragmatik“, der es unter anderem um die sokratisch dialogische, und zwar dialogreflexive Begründung und motivationsbezogene Erweiterung der Diskursethik geht. Böhlers Lehrer waren vor allem Ernst Bloch, Karl-Otto Apel und Hans Jonas.

## Leben
Dietrich Böhler studierte in Tübingen, Hamburg und Kiel Philosophie, Theologie, Politik, Germanistik und Soziologie. 1970 wurde er an der Christian-Albrechts-Universität zu Kiel mit der Schrift Metakritik der Marxschen Ideologiekritik. Prolegomena zu einer reflektierten Ideologiekritik und 'Theorie-Praxis-Vermittlung von Karl-Otto Apel promoviert. 1981 habilitierte er sich an der Universität des Saarlandes mit Rekonstruktive Pragmatik und Hermeneutik. Von 1969 bis 1972 war Böhler an der Universität des Saarlandes als Assistent am Lehrstuhl Karl-Otto Apels und seit 1972 als Assistenzprofessor tätig. Ab 1975 lehrte er als ordentlicher Professor für Sozialphilosophie und philosophische Grundlagen der Pädagogik an der Pädagogischen Hochschule Berlin. 1980 und 1981 leitete er zusammen mit Apel das "Funkkolleg Praktische Philosophie/Ethik". Von 1981 bis 2010 war Böhler ordentlicher Professor für Praktische Philosophie, Ethik und Theorie der Sozialwissenschaften an der Freien Universität Berlin. Von 1988 bis 1992 war er zudem Dekan des Fachbereichs Philosophie und Sozialwissenschaften I der FU Berlin; er verlieh Ehrendoktorwürden an Hans Jonas (1992) und Karl-Otto Apel (2000). 1992 gründete Böhler zusammen mit Dr. Dr. Thomas Bausch und Dr. Dr. Thomas Rusche die im LIT-Verlag erscheinende interdisziplinäre Forschungsreihe Ethik und Wirtschaft im Dialog. 1996 erarbeitete er einen philosophischen und interdisziplinären Bibliotheksführer mit Blick auf seine "sprechende Zukunftsbibliothek". Er stellte diese zunächst an der FU Berlin, seit 2018 an der Universität Siegen angesiedelte Studien- und Forschungsbibliothek "in memoriam Hans Jonas und Karl-Otto Apel" der Öffentlichkeit zur Verfügung.
Als erstes Hauptwerk Böhlers gilt seine Rekonstruktive Pragmatik, die eine diskursbezogene „Einleitung sowohl in die Sozial- und Kulturwissenschaften als praktische Wissenschaften wie auch in Grundlagen der Philosophie, zumal der praktischen Philosophie“ leisten soll. Das zweite Hauptwerk trägt den Titel Verbindlichkeit aus dem Diskurs und bietet nach einer traditionskritischen Einleitung in die Philosophie(geschichte) eine Begründung des dialogreflexiven Denkens und dessen Anwendung auf die Probleme der Zukunftsverantwortung, wie sie sich vor allem in der ökologischen Dauerkrise stellen.
Böhler gehört u. a. zum Internationalen Wissenschaftlichen Komitee des Internationalen Wissenschaftlichen Zentrums Karl-Otto Apel sowie als Ehrenvorsitzender zum Vorstand des von ihm gegründeten Hans Jonas-Zentrums e. V. an der Freien Universität Berlin, seit 2018 an der Universität Siegen. Er ist Initiator und Mitherausgeber der „Kritischen Gesamtausgabe der Werke von Hans Jonas“.
Böhler erhielt folgende Festschriften:
- Philosophieren aus dem Diskurs. Beiträge zur Diskurspragmatik. Hg. von H. Gronke u. H. Burckhart. Würzburg 2002.
- Dialog - Reflexion - Verantwortung. Zur Diskussion der Diskurspragmatik. Hg. von J.O. Beckers, F. Preußger u. Th. Rusche. Würzburg 2013.
- Was gilt? Diskurs und Zukunftsverantwortung. Hg. von Th. Rusche, J.O. Beckers u. B. Herrmann. Freiburg/München 2019.
- Diskursverantwortung in Krisen- und Kriegszeiten. Bad Kissinger Symposion des Hans Jonas-Zentrums. Erstes Bad Kissinger Symposion des Hans Jonas-Zentrums e. V. – 30 Jahre nach der Berliner Ehrenpromotion von Hans Jonas: 11. bis 13. Juni 2022. Hg. von B. Herrmann, H. Asel u. D. Böhler. Baden-Baden 2023.

## Publikationen (Auswahl)
- Metakritik der Marxschen Ideologiekritik. Prolegomenon zu einer reflektierten Ideologiekritik und Theorie-Praxis-Vermittlung. Frankfurt a. M. 1971.
- Funkkolleg Praktische Philosophie/Ethik: Dialoge. 2 Bde. [Hg. zus. mit: K.-O. Apel und G. Kadelbach]. Frankfurt a. M. 1984.
- Funkkolleg Praktische Philosophie/Ethik: Studientexte. 3 Bde. [Hg. zus. mit: K.-O. Apel und K. Rebel]. Weinheim/Basel 1984.
- Rekonstruktive Pragmatik. Von der Bewußtseinsphilosophie zur Kommunikationsreflexion: Neubegründung der praktischen Wissenschaften und Philosophie. Frankfurt a. M. 1985.
- Die pragmatische Wende. Sprachspielpragmatik oder Transzendentalpragmatik? [Hg. zus. mit: T. Nordenstam und G. Skirbekk]. Frankfurt a. M. 1986.
- Die deutsche Zerstörung des politisch-ethischen Universalismus. Über die Gefahr des - heute (post-)modernen - Relativismus. In: Forum für Philosophie Bad Homburg (Hg.): Zerstörung des moralischen Selbstbewußtseins: Chance oder Gefährdung? Frankfurt a. M. 1988, S. 166–216.
- Ethik für die Zukunft. Im Diskurs mit Hans Jonas. München 1994.
- Warum moralisch sein? Die Verbindlichkeit der dialogbezogenen Selbst- und Mit-Verantwortung In: K.-O. Apel u. H. Burckhart (Hg.): Prinzip Mitverantwortung. Grundlage für Ethik und Pädagogik. Würzburg 2001, S. 15–68.
- Orientierung und Verantwortung. Begegnungen und Auseinandersetzungen mit Hans Jonas [Hg. zus. mit: J. P. Brune]. Würzburg 2004.
- Glaubwürdigkeit des Diskurspartners. Ein (wirtschafts-)ethischer Richtungsstoß der Berliner Diskurspragmatik und Diskursethik. In: Bausch, Böhler, Rusche (Hg.): Wirtschaft und Ethik. Strategien contra Moral? Ethik und Wirtschaft im Dialog Bd. 12. Münster 2004, S. 105–148.
- Mensch – Gott – Welt. Philosophie des Lebens, Religionsphilosophie und Metaphysik im Werk von Hans Jonas [Hg. zus. mit: H. Gronke u. B. Herrmann]. Freiburg 2008.
- Zukunftsverantwortung in globaler Perspektive. Zur Aktualität von Hans Jonas und der Diskursethik. Bad Homburg 2009.
- Verbindlichkeit aus dem Diskurs. Denken und Handeln nach der sprachpragmatischen Wende. Freiburg/München 2013. Neuauflage als Alber Studienausgabe: Verbindlichkeit aus dem Diskurs. Denken und Handeln nach der Wende zur kommunikativen Ethik – Orientierung in der ökologischen Dauerkrise. Freiburg/München 2014.
- >Frieden mit der Natur< - Verantwortung für die Menschheitszukunft. Der Diskurs mit Günter Altner geht weiter. In: Scheidewege, Jg. 45, 2015/16, S. 223–240.
- Entweder Gesinnungs- oder Verantwortungsethik? Hintergrund und Auflösung eines vermeintlich unauflösbaren Dilemmas - Max Weber kontra Jesus und Kant. In: Pastoraltheologie, Jg. 107, 2018/19, S. 36–61.
- Was gilt? Du bist Mitbeteiligter und Diskurspartner. – Seid mitverantwortlich! In: Rusche, Beckers, Herrmann (Hg.): Was gilt? Diskurs und Zukunftsverantwortung. Freiburg/München 2019, S. 31–82.
- Die sinnkritische Einheit der Vernunft und ihre Differenzierung – Karl-Otto Apels Begründungsreflexion. In: Herrmann, Asel, Böhler (Hg.): Diskursverantwortung in Krisen- und Kriegszeiten. Baden-Baden 2023, S. 61–82.
- Unser Aufklärer Kant. Eine narrative, zuweilen diskursive Hommage als Hinführung. Münster/Berlin 2024 (= Einführungen Philosophie, Bd. 30).